# Plazoleta Espinar
La Plazoleta Espinar es una plaza pública ubicada en el centro histórico de Cusco, Perú, entre la Iglesia de La Merced y el edificio del antiguo Hotel de Turistas. En su medio se levanta el monumento al comandante cusqueño Ladislao Espinar Carrera, héroe peruano de la guerra del Pacífico, y que da nombre a la misma.
Desde 1972 la plazoleta forma parte de la Zona Monumental del Cusco declarada como Monumento Histórico del Perú. Asimismo, en 1983 al ser parte del casco histórico de la ciudad del Cusco, forma parte de la zona central declarada por la UNESCO como Patrimonio Cultural de la Humanidad. y en el 2014, al formar parte de la red vial del Tawantinsuyo volvió a ser declarada como patrimonio de la humanidad.

## Historia
Durante el incanato, el espacio que hoy forma esta plazoleta fue parte de Huacaypata, la antigua plaza inca. Con la llegada de los españoles, se construyeron los edificios que la separan de la Plaza de Armas y en consecuencia terminaron creándose dos plazas: la plaza de Armas y la entonces denominada Plaza de Tlanguis que ocupaba el espacio que hoy ocupan la actual plaza Regocijo, la plazoleta Espinar y el edificio del antiguo Hotel de Turistas del Cusco y donde primero se levantó la Casa de Moneda del Cusco. Con la construcción de esta última, la plaza Regocijo quedó reducida y separada de la Plazoleta Espinar a la que da frente el Basílica de La Merced y que originalmente se llamó Plazoleta de la Merced por ubicarse frente a la puerta de ingreso del templo.
A fines del siglo XIX, tras la Guerra con Chile, conocido el sacrificio del militar cusqueño Ladislao Espinar en la Batalla de San Francisco en la entonces aún departamento peruano de Tarapacá, el Cabildo del Cuzco decidió cambiar de nombre la plazoleta y levantar en ella un monumento al héroe.
Hasta el año 2006, la plazoleta era parte del trazo de la Calle Marqués por lo que soportaba un fuerte tráfico vehicular e incluso servía de playa de estacionamiento. A partir de ese año, la Municipalidad Provincial del Cusco dispuso su peatonalización.

## Entorno
La plazoleta se extiende rodeada por su lado norte por el edificio del antiguo Hotel de Turistas y, al sur, el Templo de la Merced. Al este, la calle Heladeros la separa del trazo de la peatonal Calle Marqués rumbo a la Plaza San Francisco. Al sur, la calle Portal Espinar lo separa del trazo de la Calle Mantas rumbo a la Avenida El Sol y la Plaza de Armas.

#### Libros y publicaciones
- Lucas Alonso, Patricia. La Plaza de Armas de Cuzco: historias míticas de nacimiento y destrucción. Consejo Superior de Investigaciones Científicas (CSIC).
- Viñuales, Graciela María. «El espacio en el Cusco colonial: Uso y organización de las estructuras simbólicas.». Ángulo Recto. Revista de estudios  sobre la ciudad como espacio plural. (Argentina: CONICET). Archivado desde el original el 20 de febrero de 2018. Consultado el 11 de julio de 2019.

- Datos: Q65504872
- Multimedia: Plazoleta Espinar / Q65504872